# Timah-Tasoh-Stausee
Der Timah-Tasoh-Stausee ist ein 1992 fertiggestellter Stausee mit einer Fläche von ca. 1.300 ha und einem Volumen von ca. 40 Millionen m3 Wasser im malaysischen Bundesstaat Perlis, ca. 17 km nördlich der Stadt Kangar im Grenzgebiet zu Thailand.
Der See dient als Trinkwasserreservoir. Sein Wasser wird auch zur Bewässerung von Reisfeldern genutzt. Am Rande des Sees ist ein Ferienpark entstanden.
Der Timah-Tasoh-Stausee speist sich aus den Flüssen Timah und Tasoh und wird von Oktober bis März von mehr als 135 Zugvogelarten besucht. Er ist Teil des staatlichen Naturschutzprojekts Geo-Park Perlis.